# 無線通信

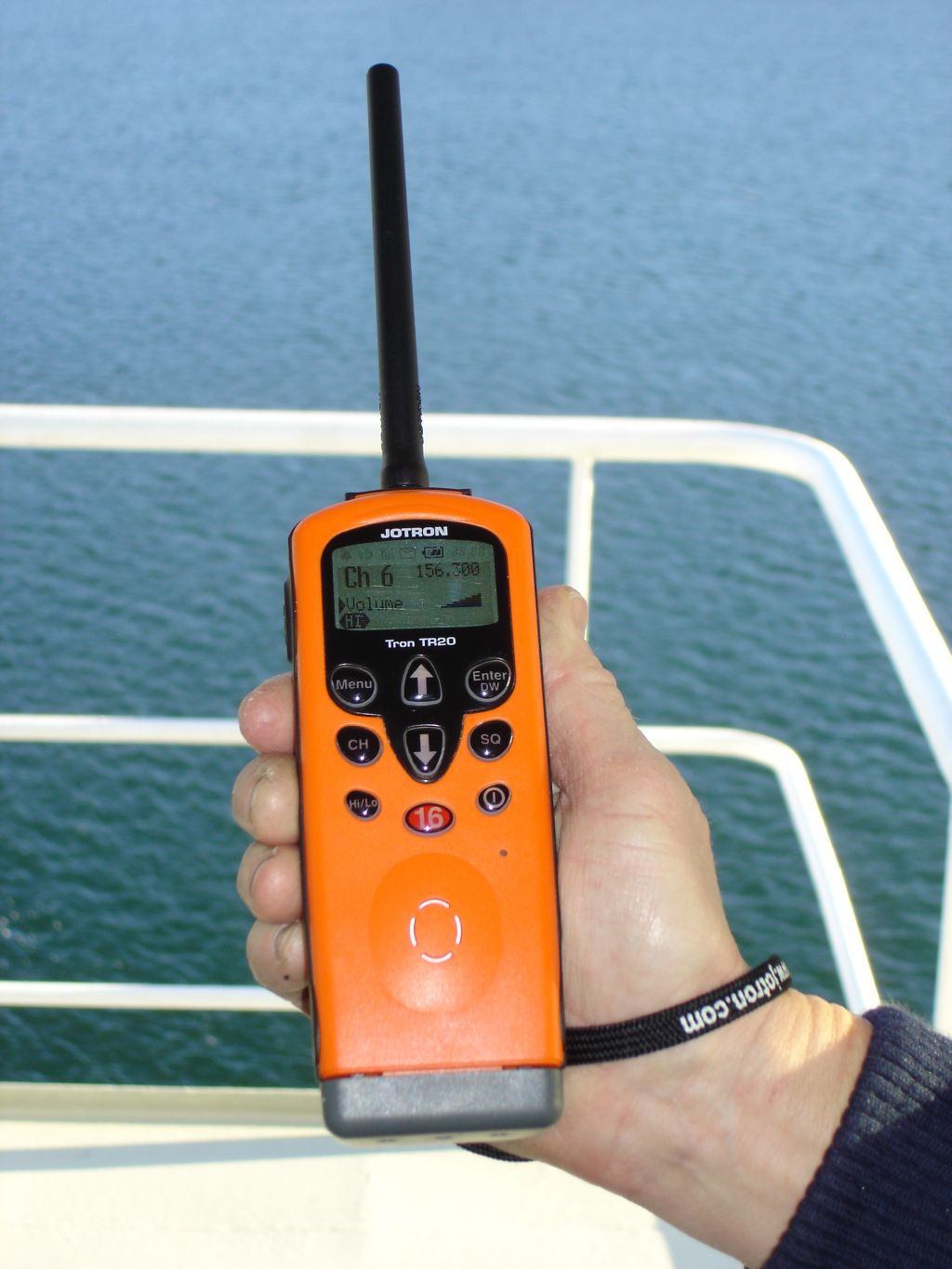
手持ち型の海上移動サービスの船上通信ステーション

無線通信（むせんつうしん、英: wireless communication）は、主に電波を利用して行う電気通信のことである。しばしば短縮して「無線」と呼ばれる。電波を用いる無線通信に対して、伝送路としてケーブル等を用いる通信は有線通信と呼ぶ。

## 概要
電波法施行規則において、無線通信は「電波を使用して行うすべての種類の記号、信号、文言、影像、音響又は情報の送信、発射又は受信をいう」とされている（電波法施行規則2条1項15号）。電波の伝わり方については電波伝播も参照。
無線通信には、以下のような特徴がある。
- 伝送路としての線を敷設する必要がない。
- 使用する周波数や送信出力などにもよるが、非常に広い範囲にサービスを提供することができ、多数のノードとの通信が可能である。また、放送用としても好適である。
- 伝送路の状況の変化（天候の変化など）による影響を受けることがある。
- 電波などを発生する他のもの（妨害源という。太陽をはじめとする地球以外の天体、電子機器や原動機など。）から影響を受けることがある。
- 伝送される情報は、比較的容易に第三者が傍受できる。これを防ぐため、第三者による情報の復元が困難な変調方式を用いたり、内容を暗号化するなどの手段が用いられる。

## 用途
無線通信の用途としては、次のようなものがある。
- ラジオ放送、テレビ放送
- 携帯電話（スマートフォン）、PHS
- ワイヤレスネットワーク、無線LAN、Wi-Fi、Bluetooth
- 各種業務無線（船舶無線、航空無線、警察無線、消防無線、防災無線等）
- アマチュア無線

無線通信という語は狭義には電波による通信方法を指す場合が多いが、原義としてはケーブルを用いない通信方法を指す。そのため、広義の意味においては、テレビのリモコンなどのような光による通信も無線通信の一種となる（ただし、特に光によるものについては「光無線通信」と呼び分けられることも多い）。また、音波によるものも「無線通信」の一種である。

## 歴史

### 電信
- 1834年：アメリカ人サミュエル・モールスが電信機を発明。
- 1849年：プロイセン王国とオーストリア帝国との間で電信条約が締結
- 1865年：パリで万国電信連合が設立。本部はベルンに置かれる
- 1872年：ルーミス、無線通信に関する特許
- 1879年：ヒューズが英国王立学会で無線マイクの実験をしたが、当時は単なる電磁誘導だと解釈されてしまった
- 1885年：ドルバ、無線通信に関する特許
- 1886年：志田林三郎、隅田川の水面を導体として用いた導電式無線通信実験
- 1887年：エジソン、列車無線として静電誘導方式無線通信を実用化
- 1888年：ヘルツ、火花送信機を用い電波の発生に成功
- 1890年：エドアール・ブランリーによってコヒーラ検波器が発明される
- 1892年：プリース、ブリストル海峡間で磁気誘導方式無線通信実験に成功
- 1893年：テスラ、無線機の図面を公開
- 1894年：マルコーニ、自宅でビームアンテナと電波による無線通信実験に成功
- 1895年：ポポフ、無線通信実験に成功
- 1897年：松代松之助[注釈 1]、月島―お台場間で無線通信の実験に成功
- 1898年：オリバー・ロッジ、同調回路を発明
- 1900年：マルコーニ国際海洋通信会社を設立。大西洋航路の大型客船カイザー・ヴィルヘルム・デア・グローセ号に船舶局を常設し、初の海上公衆通信（電報）サービスを開始 [2]
- 1906年、世界初の国際無線電信会議がベルリンで開かれ国際無線電信連合が非公式に設立 [3]
- 1915年：船橋に海軍無線電信所船橋送信所が開設。ホノルルのカフク（英語版）の無線電信局と接続 [4]
- 1924年：フランスのボルドー無線電信局、ドイツのナウエン無線電信局が、東京の帝国通信社と送受信契約 [注釈 2]
- 1927年：ワシントンで国際無線電信会議が開催 [5]
- 1932年：万国電信連合と国際無線電信連合が国際電気通信連合（ITU）に統合

### 電話
- 1900年：フェッセンデン、電波に音声を乗せる実験に成功
- 1906年：フェッセンデン、ラジオ放送の実験に成功
- 1912年：鳥潟右一・横山英太郎・北村政次郎、TYK式無線電話を発明。1914年12月16日より三重県鳥羽での実用化試験を経て、1916年4月11日に実用化した。
- 1919年：マルコーニ、短波20MHzで動作する200ワットの真空管の開発に成功。カーナーヴォンとホーリーヘッド間32kmで無線電話実験に成功[6]
- 1920年：フランク・コンラッド、世界初の商業ラジオ局KDKAを米国ピッツバーグで開局[7]。
- 1921年：マルコーニ、短波3MHz帯の二波を使った同時通話式無線電話で北海横断通話（英国－オランダ）に成功[8]
- 1923年：AT&Tと英国郵政庁GPOが単側波帯SSB方式により大西洋横断無線電話の試験を開始[9]。1927年1月7日より本営業スタート[10]。
- （同年）：フランク・コンラッド、ラジオ局KDKAの番組を、3MHzの短波実験局8XSで大西洋を越えて英国BBCへ同時中継放送に成功[11]。
- 1924年：マルコーニ、英国ポルドゥー2YT局の3MHz短波無線電話がオーストラリアで受信成功[12]
- 1931年：英国のITT（International Telephone and Telegraph Corporation）研究所と、仏国のMT（Le Matériel Téléphonique）研究所が超短波1.67GHzの無線電話でドーバー海峡横断デモンストレーションに成功[13]。1934年に正式運用を開始[14]。
- 1933年：マルコーニ、バチカン宮殿とガンドルフォ教皇宮殿を結ぶ500MHz帯二波による同時無線電話を運用開始。これはUHF帯の実用回線としては世界初のものだった[15]。

## 有線通信との比較
移動体通信を行うならば無線通信に頼らざるをえないが、そうでない固定地点の間の通信を行おうとする場合には、有線通信と無線通信のいずれもが選択肢となる。それぞれの場合に要する費用について端的に述べれば、有線通信の場合には回線の長さに応じて費用が積みあげられるが、無線通信の場合には、送受信の設備の数に応じて費用が積み上げられることになるため、長距離の通信においては無線通信のほうが安価になるとの側面がある。
一方で、有線通信の場合には回線交換のための交換機を用いて（同一通信網内で）複数の通信を確立することが多いのに対して、無線通信の場合には、個々の送信機及び受信機において周波数や変調により区別することで複数の通信を確立する手法がとられ、その数は有線通信の場合の交換機の数を上回る。交換機と送信機及び受信機との価格（または、それぞれの場合において必要とする端末等までをも含めた価格）を一般論で比較することは非常に困難であるが、1990年代頃までの価格情勢において電気通信事業者がサービスを提供するという前提で述べれば、通信の起点や終点（回線へのアクセスポイントと表現されることもある）の密度が高い場合には有線通信が安価であったといわれている。

### 電話の例
この例としては、かつてその回線網が階層構造であった電話が掲げられる。市内の各世帯（アクセスポイント）と交換局などを結ぶ通信は有線通信であったが、交換局を越えて他の都道府県などの交換局へ向かう長距離の通信は無線通信が多かった。これは交換局同士を接続する通信網は、比較的長距離であって、アクセスポイントの密度が低く、離散的であるという理由により、当初は無線通信のほうが価格的に優位であったためである。
しかし、1990年代頃から、周波数が逼迫し、光ファイバーによる大容量通信が非常に安価になったという要因により、電話の長距離通信は無線通信から光ファイバによる有線通信へと置き換えられてきた。電電公社（今のNTT）の多くの支店にある鉄塔からパラボラアンテナが消え出し、移動体通信用の別なアンテナが設置されるようになっているのはこのため。

### 軍事の世界
軍事の世界では戦場に有線を敷設されるのを待つわけにも行かない為、無線が重視される。敵に傍受される危険や通信妨害（ジャミング）への強さから有線通信も残っているが限られている。有線通信が普仏戦争の勝敗に寄与したことはよく知られている。第一次世界大戦のころには通信で砲兵に射撃目標を指示する事が可能になり、実用的な長距離射撃が可能になった。第二次世界大戦のころには無線が普及し、部隊や車両が移動しながらにして有機的に結合することが可能になった。現代でも通信技術の発達が軍事に及ぼす影響は増大し続けており、RMAと呼ばれる革新の中核的なものになっている。

### 非常時の情報伝達
もう一つの重要な無線通信のメリットが非常時の情報伝達である。日本ではかつて関東大震災の時、有線の電話や海外との海底ケーブル等の施設が破壊され通信が阻害され孤立無援の事態が発生したが、東京湾にいた船舶から無線でまず海軍無線電信所船橋送信所へ、さらに磐城国際無線電信局（アンテナ塔のみが憶・原町無線塔として残っている）を通じてアメリカへ、と海外に伝達され世界の救援を得ることができた。初めて日本での大規模災害時に無線が活用された事例である。